# Dávid Földházi
Dávid Földházi, född 6 januari 1995, är en ungersk simmare.
Földházi tävlade för Ungern vid olympiska sommarspelen 2016 i Rio de Janeiro, där han blev utslagen i försöksheatet på 200 meter ryggsim.